# Südstaatenküche

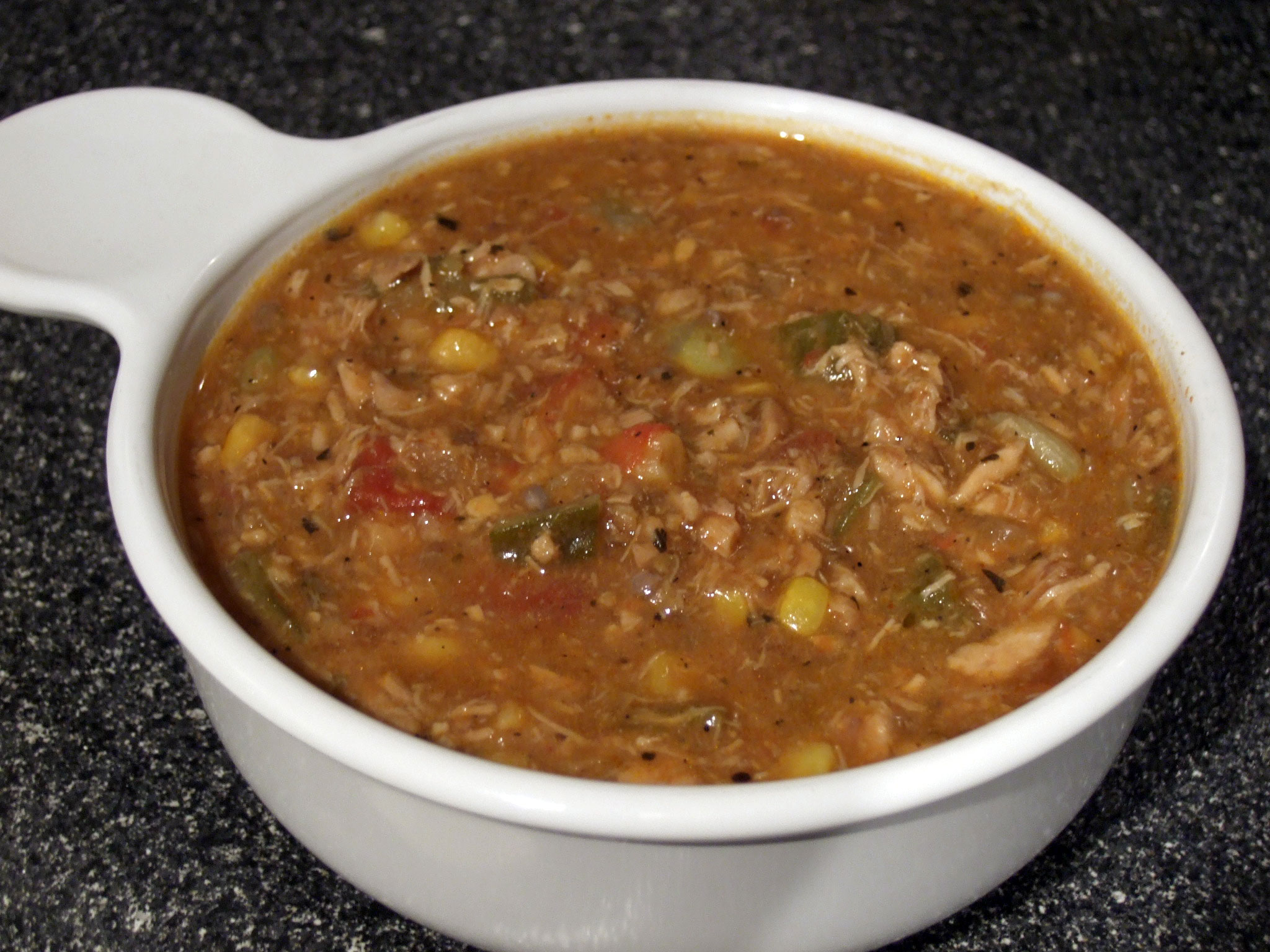
Geschmorte Eintöpfe, hier Brunswick Stew, sind in den US-Südstaaten weit verbreitet

Südstaatenküche bezeichnet die Küche der US-amerikanischen Südstaaten. Sie ist sowohl von den geographischen und klimatischen Eigenheiten der Gegend als auch von ihren unterschiedlichen Bewohnern beeinflusst. Innerhalb der Südstaaten Virginia, North Carolina, South Carolina, Tennessee, Kentucky, Alabama, Mississippi, Georgia und Arkansas unterscheiden sich die traditionellen Küchen der Küsten und des Landesinnern. Während in den flachen Marschländern Plantagenhaushalte die Küche prägten, waren es in den Hügel- und Bergregionen Kleinbauern.
Ebenfalls zur Südstaatenküche werden die Küchen Louisianas gezählt, namentlich die Cajun-Küche und die Kreolische Küche. Die texanische und Tex-Mex-Küche unterscheidet sich in vielen Aspekten von der klassischen Südstaatenküche. In den letzten Jahrzehnten des 20. Jahrhunderts etablierte sich der Ausdruck Soul Food für die spezielle Küche der Afroamerikaner.
Weltweit hat die Südstaatenküche die Ess- und Trinkgewohnheiten durch ihren Einfluss auf die Fast-Food-Industrie geprägt. Sowohl KFC und andere Fried-Chicken-Anbieter als auch Softdrink-Produzenten wie Pepsi und Coca-Cola entstammen den Nahrungsmitteltraditionen der Region.

## Geschichte
Zu den natürlich in der Gegend wachsenden und seit vorschriftlicher Zeit angebauten Lebensmitteln zählen Mais, Bohnen, Kürbisse, Beeren und Pflaumen. An Tieren lebten dort beispielsweise Bisons, Truthühner, Hirsche, Kaninchen, Hörnchen, Enten und Wachteln. In den Gewässern finden sich Austern, Schildkröten, Garnelen, Krebse, Catfish, Forellen, Heringe, Alosa und Störe.
Die ursprüngliche Küche der südöstlichen USA war die Küche der amerikanischen Ureinwohner. Von diesen lernten die ersten Einwanderer einheimische Früchte und Tiere und deren Zubereitungen kennen. Die Ureinwohner jagten die dort vorkommenden Wildtiere und hatten Truthühner domestiziert. Sie bauten Bohnen, Kürbisse und Mais an, andere Ureinwohner Amerikas hatten Tomaten, Auberginen, Paprika und Chilis etabliert. Sie sammelten Nüsse, Beeren und Pflaumen.
Die Südstaaten der Vereinigten Staaten wurden vor allem von Siedlern der britischen Inseln besiedelt. Neben ihren Kochtraditionen führten diese auch diverse Nahrungsmittel ein. Dazu gehörten Rinder, Schweine, Hühner und Schafe; Weizen und Roggen, Obstbäume und Wurzelgemüse sowie verschiedene Kohlsorten. Verglichen mit anderen Gegenden der USA war die Einwanderung aus anderen Teilen Europas in den Südstaaten weniger ausgeprägt; in der Küche zeigen sich französische und deutsche Einflüsse vor allem in bestimmten regionalen Teilküchen.
Besonders ausgeprägt sind afrikanische Einflüsse in die Südstaatenküche. Seit dem 17. Jahrhundert setzte der Sklavenimport aus Afrika ein. In vielen Regionen der Südstaaten bildeten Afroamerikaner die Bevölkerungsmehrheit. Obwohl bis weit in das 20. Jahrhundert unter Rassensegregation lebend, arbeiteten viele Afroamerikaner als Hausangestellte und Köche bei der weißen Ober- und Mittelschicht, so dass sie auch das Essen der Weißen maßgeblich beeinflussten. Zu den aus Afrika kommenden Zutaten zählen Okra, Augenbohnen (Black-eyed peas), Melonen, Markstammkohl und Süßkartoffeln. Ursprünglich aus Brasilien kam die Erdnuss, die aber auch den Umweg über Afrika nahm, woher sie in die heutige USA eingeführt wurde.
Die Industrialisierung und der verlorene Bürgerkrieg wirkten sich auch auf die Ernährung in den Südstaaten aus. Viele der Nahrungsmittel wurden nicht mehr vor Ort angebaut, sondern kamen aus industrialisierter Produktion in den weiter entwickelten Regionen des mittleren Westens. Obst- und Gemüseverbrauch gingen zurück, das Maismehl stammte aus industrieller Produktion, bei der viele der Nährstoffe verlorengingen, statt Bacon war es jetzt Fatback, der Fettrand direkt unter der Rückenhaut des Schweins und deutlich weniger proteinreich als Bacon. Gleichzeitig jedoch verbilligte sich der Preis von Weizenmehl aus anderen Teilen der USA. Der Anteil von Mais an der Ernährung weiter Bevölkerungsteile stieg, und die vor dem Bürgerkrieg kaum bekannte Mangelkrankheit Pellagra verbreitete sich unter Sharecroppern, Arbeitern in der Baumwollverarbeitung und den armen Teilen der städtischen Bevölkerung.
Während sich die traditionelle Küche oft noch bis weit ins 20. Jahrhundert halten konnte beziehungsweise gezwungenermaßen beibehalten werden musste, verbreiteten sich seit Mitte des 20. Jahrhunderts auch in den armen, ländlichen Gegenden des Südens Gegenstände wie Kühlschrank, Fernseher und Auto. Während das Auto industrialisierte Nahrungsmittel aller Art aus den gesamten Vereinigten Staaten schnell in den Süden brachte, ließen Konservendosen und Kühlschrank die Lagerprobleme vieler Nahrungsmittel verschwinden. Über Radio und Fernsehen erfuhren die Menschen von Gerichten aus anderen Teilen der USA; das Essen in den gesamten USA homogenisierte sich, wovon auch die Südstaaten nicht ausgenommen waren. Ebenfalls im 20. Jahrhundert etablierten sich Restaurants und Fast-Food-Stände. Während diese oft ein über die gesamten USA gleichbleibendes Mahl anboten, konnten sich die Südstaatenklassiker Fried Chicken, Fried Catfish und insbesondere diverse Colagetränke in diesem Menü behaupten.

## Zutaten

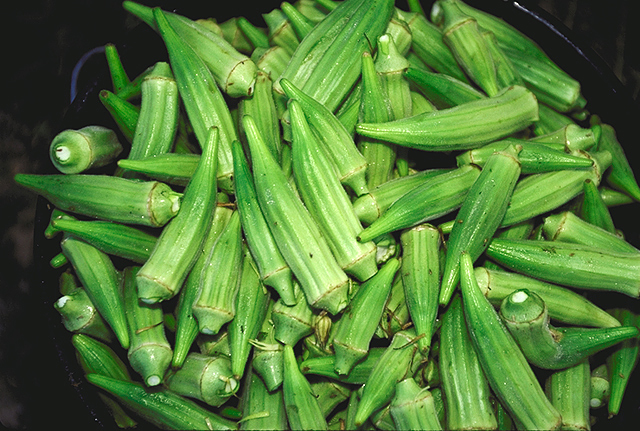
Okra

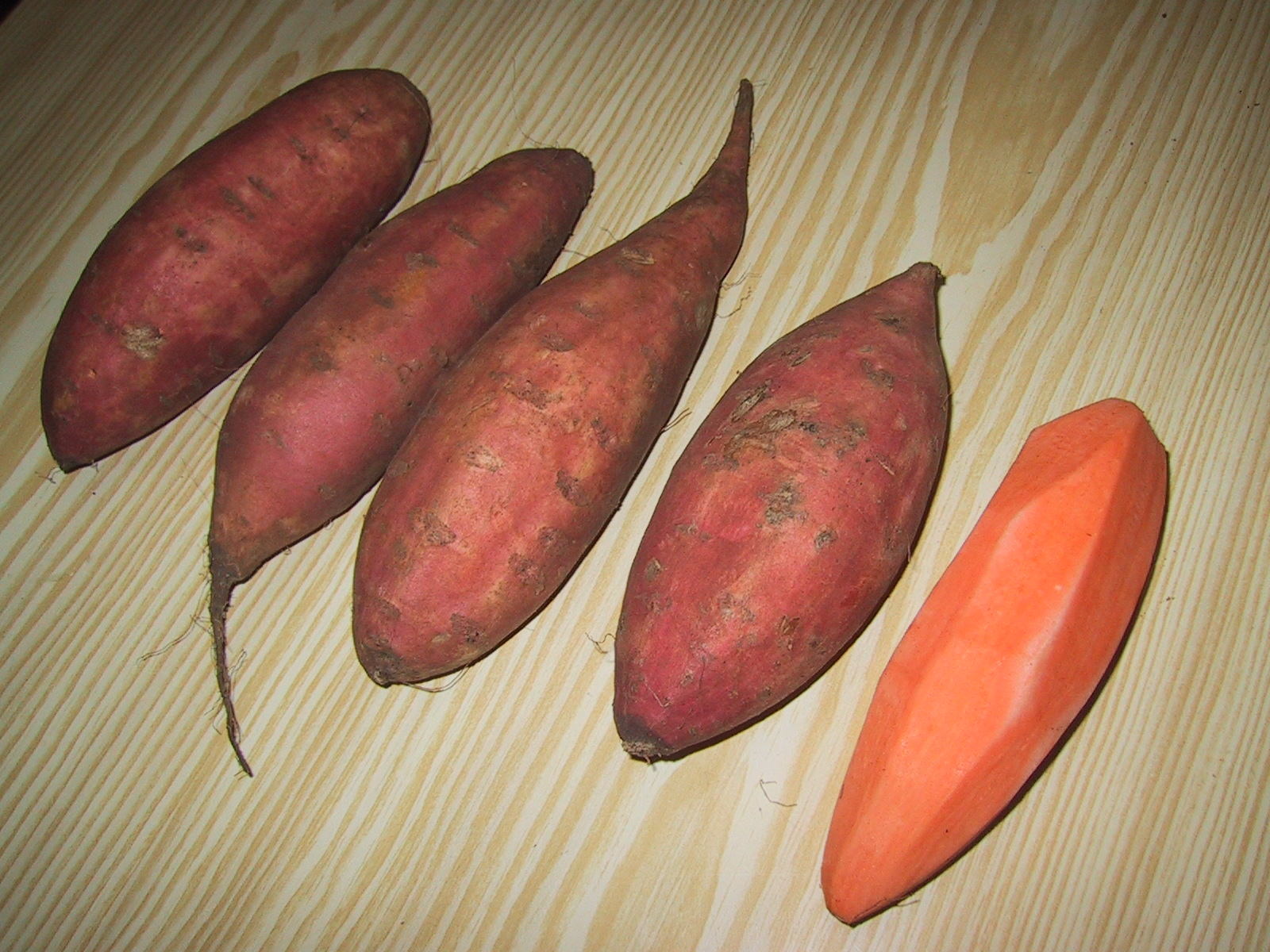
Süßkartoffeln

Bison war in den ersten Jahrzehnten das wichtigste einheimische Jagdgut, östlich des Mississippi aber bereits kurze Zeit nach Ankunft europäischer Einwanderer ausgerottet und spielte seither keine wichtige Rolle in der Ernährung der Gegend. Während in Texas und Louisiana Rindfleisch eine tragende Rolle in der Grundversorgung spielte, kam dies in den zentralen Südstaaten nur selten auf den Tisch, und wenn, dann in Form von Kalbfleisch. Die Pioniere jagten auch Schwarzbären und pökelten und räucherten sie wie Schweinefleisch.
Verwilderte Hausschweine, die Razorbacks, hatten sich bereits vor der Ankunft der ersten Siedler im Südosten der USA verbreitet, vermutlich stammten diese aus entlaufenen Beständen spanischer Entdecker. Die Schweine wurden seit dem 18. bis hinein in das 20. Jahrhundert in der Wildnis gehalten: sie waren gekennzeichnet, konnten aber frei in den Wäldern der Gegend laufen. Im Herbst trieben ihre Besitzer die Schweine zusammen, kastrierten überzählige Eber und kennzeichneten neugeborene Frischlinge. Diejenigen Schweine, die sie verzehren wollten, trieben sie nach Hause und mästeten sie die letzten Wochen mit Mais. Der größte Teil dieser Schweine wurde geräuchert und gepökelt, traditionell war Schweinefleisch in fast jeder Mahlzeit enthalten – wenn auch eher als aromatisierende Zutat, denn als voller Mahlbestandteil. Schweinefleisch ist Hauptbestandteil fast jedes Barbecues. Schweineschmalz wiederum war bis in das späte 20. Jahrhundert hinein das dominierende Bratfett.
Während Schweine die Grundlage der Alltagsnahrung bildeten, begannen die Siedler nach dem regionalen Aussterben der Raubtiere auch andere Tiere zu ziehen. Ente, Huhn, Truthahn und Gans kamen vor allem an Sonn- und Feiertagen auf den Tisch. Der Verzehr von Lammfleisch war und ist regional stark unterschiedlich. Virginia, Tennessee und Kentucky sind hier Hochburgen, Kentucky ist dabei die einzige Region des Südens, in der Lamm das traditionelle Barbecue-Fleisch ist.
Das feuchte subtropische Klima der Südstaaten erlaubt eine lange Vegetationsperiode, in der viele Speisepflanzen wachsen. Zu den Standardgemüsensorten gehören heute Okra, Wassermelonen, grüne Tomaten, Auberginen, grüne Bohnen, Limabohnen, Kidneybohnen, Weiße Bohnen, Pfirsiche und Mais ebenso wie Pekannüsse. In einigen Regionen, die von großen Plantagen geprägt waren, ersetzte Reis die sonst vorhandene Dominanz des Mais als wichtigste Beilage zum Fleisch. Verschiedene Kohlsorten, Kürbisse, Karotten und Erbsen kommen ebenso vor, wenngleich weniger häufig als die erstgenannten. Wichtigste Zutaten der Gemüseküche waren jedoch Speiserüben, Süßkartoffeln und Augenbohnen. Die Blätter der Speiserübe produzierten dabei mit das erste Grün des Jahres und waren so beliebter als die eigentliche Rübe. Die Weizenernten litten unter Rostpilzen, so dass Weizenmehl und daraus gefertigte Backwaren bis Ende des 19. Jahrhunderts vor allem auf den Tischen der reichen Plantagenbesitzern zu finden waren.
Während im 19. Jahrhundert die Plantagenbesitzer oft elaborierte vielfältige Mahlzeiten einnahmen, beschränkten sich die Sklaven auf Grundnahrungsmittel: in großen Teilen der Südstaaten bestand die Wochenration eines erwachsenen Feldarbeiters aus etwa zwei bis drei Pfund gepökeltem Schweinefleisch und einem Peck (etwa 9 Liter) Maismehl. In den Küstenregionen gab es oft Fisch anstelle von Schwein, in Texas und Südwest-Louisiana auch Rindfleisch anstelle von Schwein. In der Saison wurden diese oft durch Speiserüben, Augenbohnen und Süßkartoffeln ergänzt.

## Zubereitung
Die Pioniere hatten meist nur bescheidene Kochutensilien und die Ernährung hing zum großen Teil davon ab, was sie gerade gejagt oder geerntet hatten. Besonders frittierte Gerichte sind typisch für die Südstaatenküche – ein direkter Einfluss der Sklavenküche der Region, die das Braten in tiefem Fett bevorzugte. Ebenfalls vor allem auf afrikanische Einflüsse geht die Vorliebe für gehaltvolle Suppen und Eintöpfe zurück. Die Weißen versuchten zwar, kulturelle Einflüsse der Afroamerikaner zu vermeiden, die Küchentraditionen gewannen jedoch rasch an Boden, da auf vielen Farmen und Plantagen das Kochen von Haussklaven übernommen wurde und diese auch den weißen Kindern das Kochen beibrachten.
Als Resultat entstanden vielerorts Traditionen, die versuchen, mit ursprünglichen afrikanischen Kochtechniken und den einheimischen Zutaten traditionelle europäische Gerichte nachzukochen. In den Hütten der Sklaven gab es meist nur einen großen Topf, der im Lagerfeuer stand, so dass alle Zutaten in diesem zusammen gekocht wurden. Bei allen Bewohnern der Südstaaten und besonders bei Afroamerikanern zeigt sich bis heute eine Vorliebe für gekochtes statt gebratenes Fleisch. Die Bedeutung des Schweins für die Ernährung zeigte sich auch beim Gemüse. Dies wurde auch gebraten, meistens jedoch mit einem großen Stück gepökeltem Schweinefett im Wasser gekocht, bis es von einer Fettschicht überzogen war. Direkt in den Kohlen des Ofenfeuers wurden Süßkartoffeln zubereitet.

## Gerichte

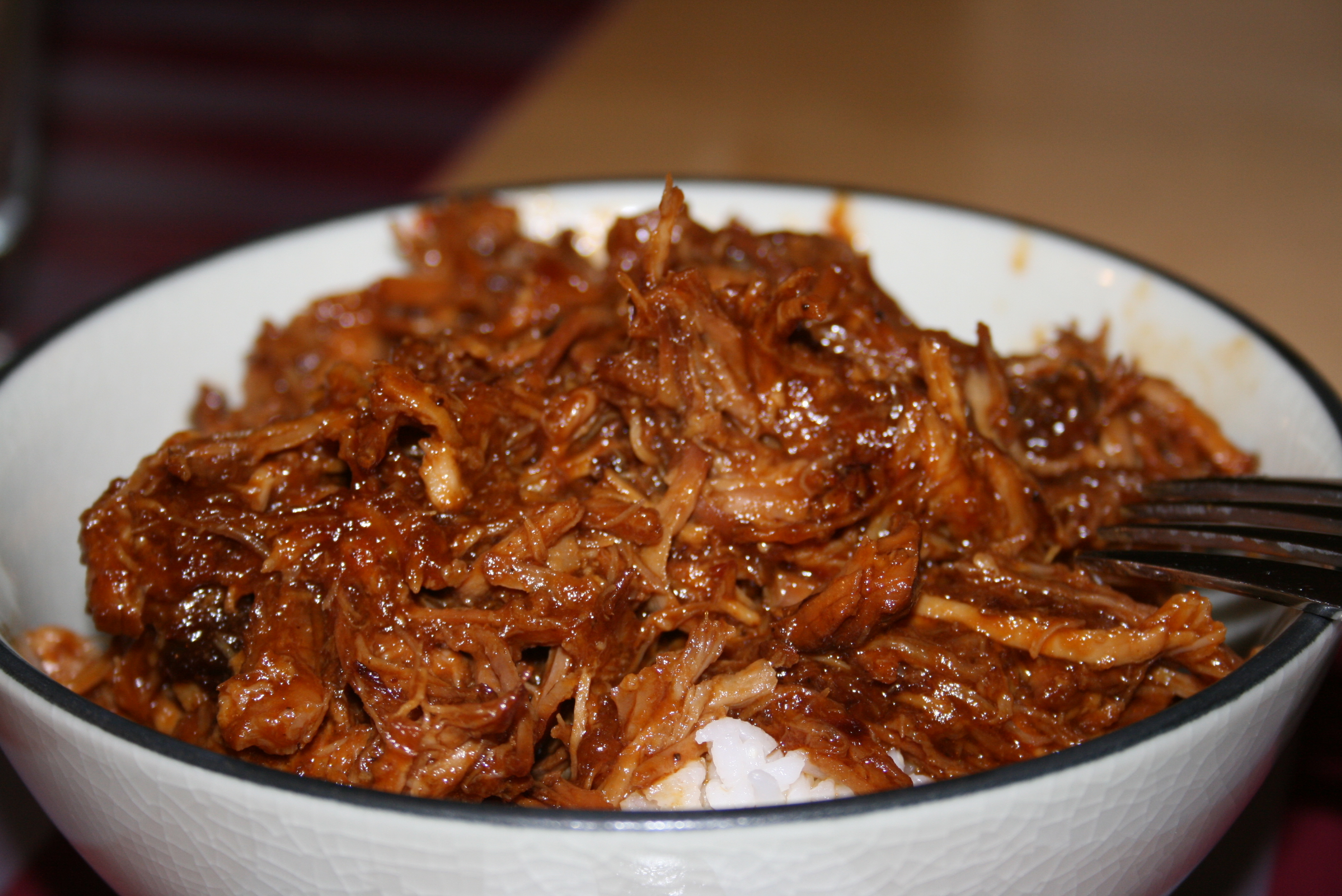
Pulled Pork auf Reis

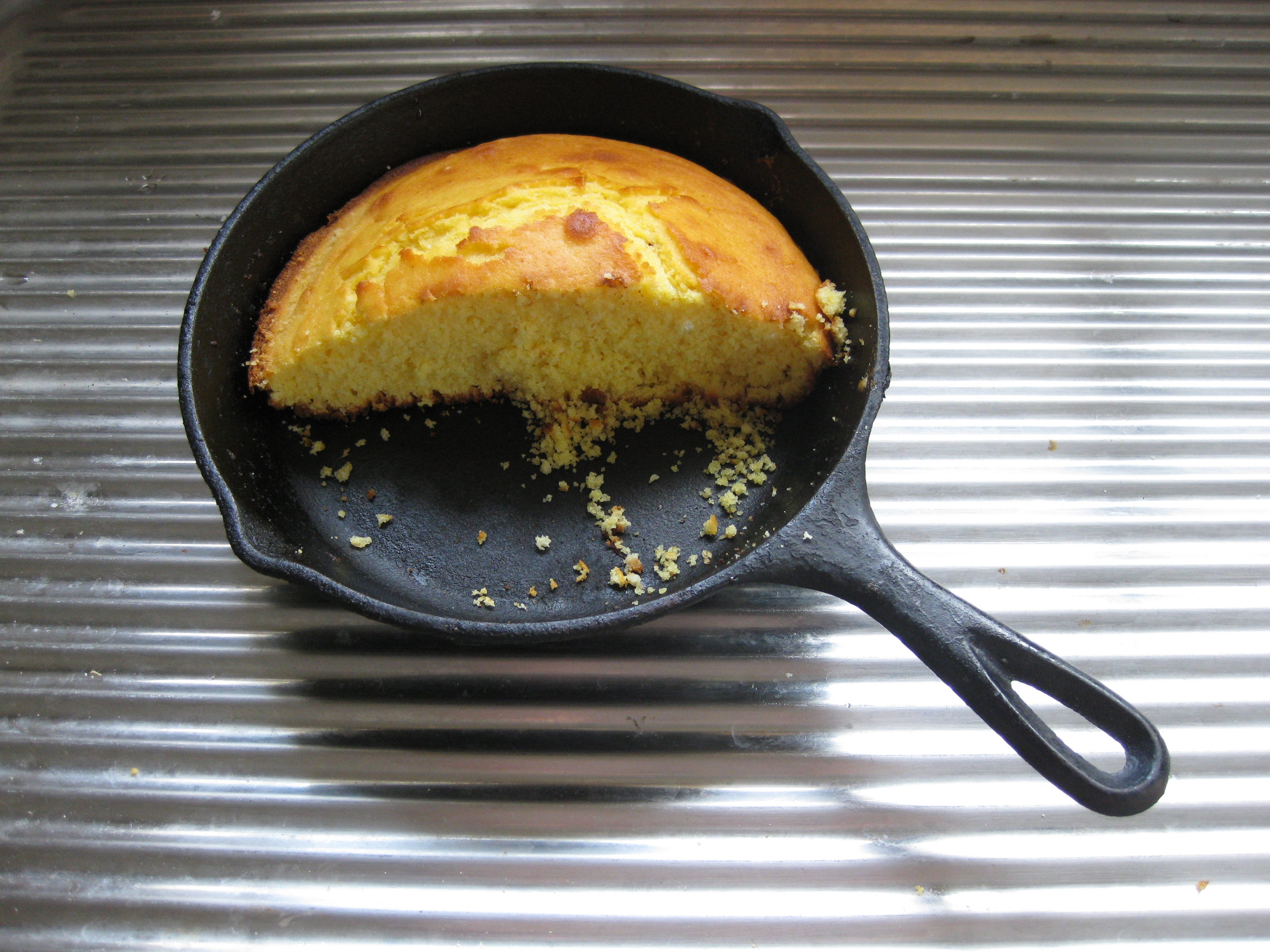
Maisbrot

Typische Gerichte sind beispielsweise Grits (Maisgrütze), Biscuits (eine Art Brötchen), Sausage gravy, Maisbrot sowie viele Arten des Barbecues. Aus der Cajun-Küche stammen Gerichte wie Gumbo, ein würziger Eintopf und das Reisgericht Jambalaya. Andere Eintöpfe sind Brunswick Stew, Hoppin’ John, Burgoo (Kentucky) und Country Captain.
Hühner- und Schweinefleisch sind die beiden wichtigsten Fleischsorten. In den Küstenregionen wird dies teilweise durch Fisch und Meeresfrüchte abgelöst, wobei insbesondere Muscheln und Garnelen eine wichtige Rolle spielen. Schinken und Wurst waren essenzielle Bestandteile jedes Frühstücks. Solange ausreichende Mengen bevorratet waren, enthielt fast jede warme Mahlzeit gebratenes Schwein, andere Zubereitungsformen des Schweins kamen vor allem an Sonn- und Feiertagen auf den Tisch.
Austern waren an der Küste im 18. und 19. Jahrhundert reicher vorhanden als Fleisch und nahmen so in der Küche der dortigen Region eine wichtige Rolle ein. Sie werden als Eintopf in Milch oder Sahne zubereitet, überbacken, gedämpft oder auch roh gegessen. Garnelen werden gekocht, gedämpft, gebraten, gegrillt, in Kuchen gebacken, zusammen mit Pasta oder Grits serviert, zu Reisgerichten und Suppen hinzugefügt. Krebse werden vor allem gedämpft oder in der Suppe gegessen. Frischwasserfisch wird oft mit Hushpuppys serviert, bekanntestes Südstaatenfischessen ist Catfish.
Während Mais oft pur gegessen oder zu Maismehl weiterverarbeitet wird, ist Reis sowohl die häufigste Beilage als auch Hauptbestandteil eigener Gerichte wie Dirty Rice oder Red beans and rice. Maisbrot war bis in das 19. Jahrhundert das dominierende Brot der Südstaaten. Dies gab es in einfachen Varianten als Maisfladen bis hin zu elaborierten Gebäcken mit Milch, Eiern, Zucker und gelegentlich auch zugesetztem Weizenmehl. Einfaches Maisbrot diente dazu, das meist mit Schweinefett angereicherte Kochwasser aufzutunken. Cornmeal Mush gehörte sowohl zum Frühstück wie zum Abendessen, Grits aus reifem Mais waren neben Maisbrot die häufigste Beilage und erfreuen sich bis heute ungebrochener Beliebtheit in den Südstaaten.
Vermutlich aus den Küchen der reichen Plantagenbesitzer stammt die reichhaltige Auswahl an Saucen. Chutneys gehören seit dem 17. Jahrhundert zu den regelmäßigen Begleitern der Küche. Die Gravys bestehen aus übrig gebliebenem Fleischsaft, angereichert mit Mehlschwitze, Milch oder Brühe. Sie werden nicht nur zu Fleisch, sondern auch zu Kartoffelbrei, Reis und Biskuits gegessen. Relishes bestehen oft aus Grünen Tomaten, Kohl, Birnen, Topinambur, Paprika oder Mais.
Süße Nachspeisen und süßes Gebäck nehmen in alten Kochbüchern aus den Südstaaten oft knapp die Hälfte aller Rezepte ein. Nachdem sich Ende des 19. Jahrhunderts auch Gerichte aus Weizenmehl in der Bevölkerung verbreiteten, wurden insbesondere Biscuits ein fester Bestandteil vieler Kaffeetafeln.
Während in den Häusern der Plantagenbesitzer oft Wein (insbesondere Madeira) die üppigen Mahlzeiten begleitete, herrschten sonst Milch und Kaffee vor. Nachdem die britisch-schottischen Siedler Verfahren entwickelt hatten, um auch aus Mais Whiskey zu gewinnen, wurde dieser Bourbon Whiskey die wichtigste Spirituose des Südens. Ein weiteres typisches Getränk ist Eistee, der oft ausgiebig gesüßt wird. Stark gesüßte Getränke sind auch sonst häufig, sei es als süße Limonade oder in Form von Cocktails wie Mint Julep. Die weltweit bekannten Colagetränke (Coca-Cola, Pepsi oder Dr Pepper) stammen ebenso wie Gatorade alle ursprünglich aus den Südstaaten.

## Einfluss auf die US-amerikanische Esskultur

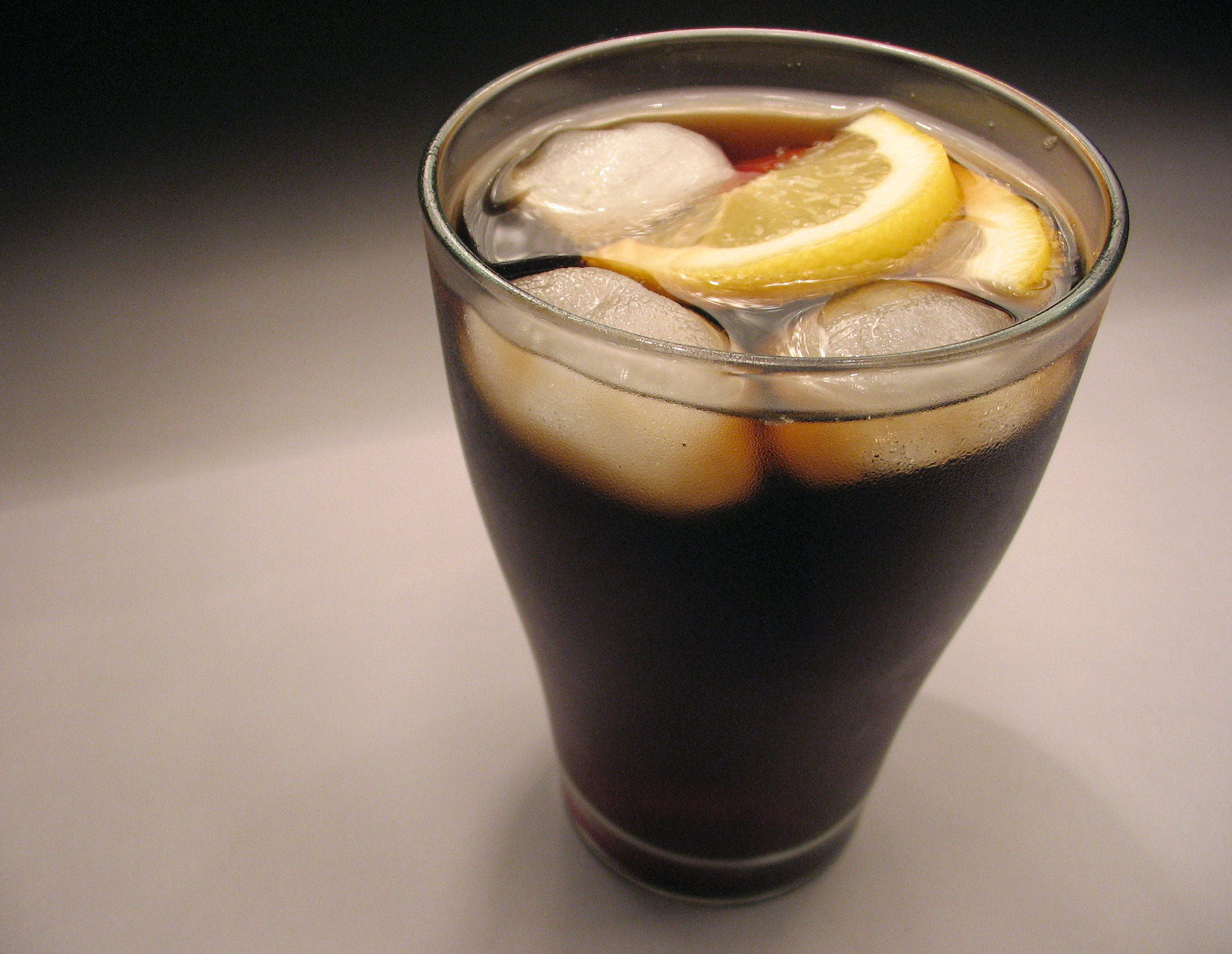
Cola

Lange Zeit galt die Südstaatenküche in den USA als fettig und ungesund. Fried Chicken war der US-weit bekannte Standard, Gravys wurden oft als zähflüssige unappetitliche Masse wahrgenommen. In den letzten Jahrzehnten verbreitete sich die Südstaatenküche mehr und mehr über die restlichen USA und gewinnt dort zunehmend an Einfluss. Dazu beitragen konnte Fried Green Tomatoes at the Whistle Stop Cafe, eine Hommage an die Südstaatenküche schlechthin. Fannie Flagg schrieb das Buch rund um das kleine Whistle Stop Cafe in Alabama und brachte nach der erfolgreichen Verfilmung Grüne Tomaten ein Buch mit Rezepten heraus. In den Südstaaten selbst hat sich seit dem späten 20. Jahrhundert eine Rückbesinnung auf die Küche der Region ereignet. Die Southern Foodways Alliance forscht vor Ort über Entstehung und Existenz der Südstaatenküche, Journalisten und Autoren wie Edna Lewis oder Craig Claiborne setzten sich intensiv mit der Küche auseinander. In den Restaurantküchen ist es modern geworden, Anklänge an die traditionelle Südstaatenküche zumindest anzupreisen.

## Rezeption
Essen hat sowohl in den Songs der Südstaaten als auch in der Literatur Ausdrucksformen gefunden. Der Chitlin’ Circuit, eine Reihe von Auftrittsorten für afroamerikanische Künstler, ist nach einem typischen Gericht, Chitterlings benannt, ebenso wie der traditionelle Song Chitlin' Cookin' Time in Cheatham County.
Weitere bekannte Songs mit Bezug auf die Südstaatenküche sind beispielsweise Jambalaya von Hank Williams, Eleven Cent Cotton, Forty Cent Meat von Uncle Dave Macon, Dan Penns Memphis Women and Fried Chicken oder Memphis Minnies I'm Selling My Porkchops (But I'm Giving My Gravy Away).